# Лавринович, Александр Владимирович
Алекса́ндр Влади́мирович Лаврино́вич (укр. Олександр Володимирович Лавринович; род. 28 июня 1956, Овруч) — украинский физик, политический эксперт и государственный деятель, беспартийный. Входит в число основателей первой оппозиционной партии «Рух» в 1989 году, один из «отцов» независимости Украины. Министр юстиции Украины в 2010—2013 годах. Председатель Высшего совета юстиции Украины в 2013—2014 годах.

## Биография
Родился 28 июня 1956 года в Овруче, Житомирской области. Отец Владимир Павлович (род. 1929), мать — Валентина Павловна (род. 1928), жена Светлана Григорьевна (род. 1956) — математик-программист Главного вычислительного центра Минобразования, сын Максим Лавринович (род. 1978) — управляющий партнер юридической фирмы «Лавринович и Партнеры», сын Виталий Лавринович (род. 1983).
В 1978 году закончил Киевский государственный университет им. Т. Г. Шевченко (физический факультет) по специальности «оптические приборы и спектроскопия». В 1987 году окончил аспирантуру Киевского политехнического института по специальности «лазерная техника и технология», в 1988 году защитил диссертацию «Интенсификация обработки сверхтвердой керамики лазерным излучением». В 1998 году окончил с отличием Национальную юридическую академию Украины им. Ярослава Мудрого по специальности «правоведение», в 2001 году защитил кандидатскую диссертацию «Избирательное законодательство Украины и проблемы его усовершенствования» на специализированном Совете Института государства и права им. В. Корецкого Национальной академии наук Украины.
Трудовую биографию начал в 1978 году — на должности инженера, со временем — младший научный сотрудник, научный сотрудник, старший научный сотрудник Института сверхтвердых материалов АН УССР.
- 1981—1984 — служба в армии (начальник радиолокационной станции).
- В 1990—1992 годах — старший преподаватель (по совместительству) факультета химического машиностроения Киевского политехнического института.
- Член Народного Руха Украины со времени его учреждения. В 1989 году избран заместителем председателя Совета представителей НРУ. В 1990—1997 годах на 2,3,4,5,6,7 Собрании Руха избирался заместителем, первым заместителем председателя Народного Руха Украины. В 1998 году на 8-м Собрании Народного Руха Украины покинул должность заместителя председателя Руха и вышел из состава всех руководящих органов Руха.
- В 1990 году избран членом Центральной избирательной комиссии, в 1991 г. — заместителем председателя ЦИК, в 1993—1994 годах исполнял обязанности Главы Центризбиркома.
- В 1994—1998 годах — народный депутат Украины 2-го созыва, избран в 274-м избирательном округе (Львовская область). Заместитель председателя комитета по вопросам правовой политики и судейско-правовой реформы. Координатор парламентской фракции Народного Руха Украины.
- В 1998—2001 годах Народный депутат Украины 3-го созыва, избран в 121-м избирательном округе (Львовская область). Секретарь комитета по вопросам правовой реформы. Член Фракции Народного Руха Украины. Сложил депутатские полномочия 18 октября 2001 года.
- В 2001—2002 годах Государственный секретарь Министерства юстиции Украины[2][3].
- В 2002 году избран народным депутатом Украины 4-го созыва по избирательному списку блока «Наша Украина». От регистрации народным депутатом Украины отказался.
- В 2002—2005 годах министр юстиции Украины[4][5].
- В 2005—2006 годах заместитель председателя правления ОАО «Укрнафта».
- С августа 2006 года — первый заместитель Министра Кабинета Министров — начальник Управления правового обеспечения Секретариата Кабинета Министров Украины.
- 1 ноября 2006 года снова назначен министром юстиции Украины.
- С ноября 2007 года Народный депутат Украины 6-го созыва от Партии регионов, № 67 в списке. На время выборов: министр юстиции Украины, беспартийный.
- С декабря 2007 года заместитель председателя фракции Партии регионов.
- Первый заместитель председателя Верховной Рады Украины 6-го созыва с 2 сентября 2008 по 11 марта 2010 года.
- Министр юстиции Украины с 11 марта 2010 по 4 июля 2013 года[6].
- Председатель Высшего совета юстиции Украины с 4 июля 2013 года (избран главой ВСЮ при поддержке 15 из 16 членов совета) до 10 апреля 2014 года.
- 13 июля 2015 года Генпрокуратура Украины предъявила Лавриновичу обвинение в совершении преступления по ч. 5 ст. 191 Уголовного кодекса Украины, в связи с привлечением американской юридической фирмы Scadden, которая выиграла дело в пользу государства Украина против Юлии Тимошенко в Европейский суд по правам человека. Некоторые юристы считают уголовное дело относительно Лавриновича политическим преследованием.

## Награды
- Орден князя Ярослава Мудрого V ст. (2004)
- Орден «За заслуги» I ст. (24 августа 2013 года) — за значительный личный вклад в государственное строительство, социально-экономическое, научно-техническое, культурно-образовательное развитие Украины, весомые трудовые достижения и высокий профессионализм[7]
- Орден «За заслуги» II ст. (28 июня 2011 года) — за значительный личный вклад в развитие правового государства, многолетнюю плодотворную общественно-политическую деятельность[8]
- Орден «За заслуги» III ст. (27 ноября 2001 года) — за весомый личный вклад в государственное строительство, активное участие в организации и проведении Всеукраинского референдума по вопросу о провозглашении независимости Украины 1991 года[9]
- Заслуженный юрист Украины (29 марта 2003 года) — за значительный личный вклад в реализацию государственной правовой политики, укрепление законности и правопорядка, высокий профессионализм[10]
- Награждён Почетной грамотой Кабинета Министров Украины, отличием «За служение закона» Верховного Суда Украины, отличиями ведомств и общественных организаций Украины

## Творчество
Автор и соавтор 12 изобретений, 4 монографий, 48 научных работ в области лазерной технологии. Автор свыше 20 научных работ в области конституционного права. Автор и соавтор около 50 законопроектов, автор концепции Конституционного договора. Соавтор Конституции Украины.